# الباني ثلاثي الأبعاد
الباني ثلاثي الأبعاد (بالإنجليزي:3D Builder) هي أداة الرسم بمساعدة كمبيوترات مايكروسوفت ويندوز وويندوز 10 موبايل وهي تسمح للمستخدمين خلق أو إظهار أو تعديل الرسومات الثلاثية الأبعاد. وتركز الأدوات على العلاقات الهندسية واللون ويستخدم واجهة الشريط مماثلة لتطبيقات الكمبيوتر اللوحي مايكروسوفت أوفيس.
1. ↑  وصلة مرجع: http://listoffreeware.com/best-free-obj-viewer-software-windows/. الوصول: 25 يناير 2018.